# Рибера
Рибера (італ. Ribera, сиц. Ribbera) — муніципалітет в Італії, у регіоні Сицилія,  провінція Агрідженто.
Рибера розташована на відстані близько 500 км на південь від Рима, 70 км на південь від Палермо, 35 км на північний захід від Агрідженто.
Населення — 19 306 осіб (2014).
Щорічний фестиваль відбувається 6 грудня. Покровитель — святий Миколай.

## Демографія
Населення за роками:

Станом на 1 січня 2023 року в муніципалітеті офіційно проживало 1028 іноземців з 28 країн, серед них 549 громадян країн Євросоюзу та 1 громадянин України.

## Сусідні муніципалітети
- Бівона
- Каламоначі
- Кальтабеллотта
- Каттоліка-Ераклеа
- Чанчана
- Шакка